# Roger Stanier
Roger Yate Stanier, né le 22 octobre 1916 à Victoria (Canada) et mort le 29 janvier 1982 à Bullion (France), est un microbiologiste canadien,,.
Membre de l’École de Delft et ex-étudiant de C. B. van Niel, il a apporté d'importantes contributions à la taxonomie des bactéries, qui aboutit notamment à reclasser les algues bleues comme cyanobactéries. Son manuel The Microbial World (1957) ne connut pas moins de 5 éditions en l'espace de trois décennies. Il travailla d'abord comme enseignant-chercheur à l'Université de Californie à Berkeley, dont il dirigea la chaire de Bactériologie, avant de rejoindre l'Institut Pasteur en 1971. Parmi les nombreux prix scientifiques qui ont couronné sa carrière, citons la Médaille Leeuwenhoek. Membre de la Royal Society et correspondant étranger de la National Academy of Sciences, il a été décoré de la Légion d’Honneur.

## Publications
- (en) R.Y. Stanier & C.B. van Niel, "The Main Outlines of Bacterial Classification", Journal of Bacteriology, October 1941, Vol.42, No.4, p. 437-466. PMC 374769
- R.Y. Stanier, « La place des bactéries dans le monde vivant », Annales de l'Institut Pasteur, Tome 101, No 3, Septembre 1961, p. 297-312. lire en ligne sur Gallica
- (en) R.Y. Stanier & C.B. van Niel, "The concept of a bacterium", Archiv für Mikrobiologie, Vol.42, No.1, March 1962, p. 17-35. DOI 10.1007/BF00425185